# Juan Manuel López Iturriaga
Juan Manuel López Iturriaga (Bilbao, 4 febbraio 1959) è un ex cestista spagnolo.

## Carriera
Con la Spagna ha disputato due edizioni dei Giochi olimpici (Mosca 1980, Los Angeles 1984), i Campionati mondiali del 1982 e tre edizioni dei Campionati europei (1979, 1983, 1985).

## Palmarès
- Campionato spagnolo: 7

Real Madrid: 1976-77, 1978-79, 1979-80, 1981-82, 1983-84, 1984-85, 1985-86
- Copa del Rey: 3

Real Madrid: 1977, 1985, 1986
- Supercoppa spagnola: 1

Real Madrid: 1984
- Coppa dei Campioni: 2

Real Madrid: 1977-78, 1979-80
- Coppa delle Coppe: 1

Real Madrid: 1983-84
- Coppa Korać: 1

Real Madrid: 1987-88
- Coppa Intercontinentale: 4

Real Madrid: 1976, 1977, 1978, 1981